# 陳菀婷
陳菀婷（1991年11月25日—），台灣女子排球運動員，中華台北女子排球代表隊的隊長。外號「阿非」，身高180公分，背號11號，慣用攻擊手為左手。

## 球員生涯
陳菀婷是桃園人，兒時在父母的安排下學習芭蕾舞和鋼琴，但她對此並不感興趣，而是熱衷於籃球，後來在就讀桃園市中山國小三年級時開始打排球，成為第一屆的女排校隊成員。後來她進入新北市板橋區的大觀國中、華僑高中、國立台灣師範大學就讀。
2007年，陳菀婷入選中華女排成人國家隊，參與該年的世界女排大獎賽，並在隔年的亞洲青年女子排球錦標賽中首度擔任國家隊隊長，率領中華隊取得擊敗中國隊，最終取得銀牌。2010年時因為左膝半月板軟骨開刀而休養半年。
陳菀婷在2009年、2011年、2013年和2015年參與中華民國全國運動會，與隊伍一起奪得銀牌。
2017年，參與夏季世界大學運動會並擔任隊長，因女子排球隊的表現優異而受到矚目，她對此感到訝異，而時任中華民國總統蔡英文也特別表示出對她的關注。同年9月，為中華職棒統一獅隊在台南棒球場開球，同年10月，在2017年中華民國全國運動會中與隊伍一起取得金牌，這是她五度參加全運會以來首次得到金牌。

## 經歷
- 桃園市中山國小女子排球隊
- 大觀國中女子排球隊
- 華僑高中女子排球隊
- 臺灣師範大學女子排球隊
- 中華台北女子排球代表隊
- 企業排球聯賽極速超跑女子排球隊

## 外部連結
- 陳菀婷的Facebook專頁